# Bruno Réquillart
Bruno Réquillart, connu aussi par son prénom Bruno, est un photographe et peintre français, né le 30 décembre 1947 à Marcq-en-Barœul.

## Biographie
Bruno Réquillart naît à Marcq-en-Barœul en décembre 1947 et passe son enfance à Carency dans les Hauts de France,.
Étudiant en arts graphiques et communication près de Tournai en Belgique. il commence à photographier en 1967 et va photographier le carnaval de Binche et ses Gilles.
Il s’intéresse aussi au théâtre et en juillet 1968, il se rend au festival d’Avignon pour photographier les spectacles et les débats « autour d’un festival en pleine tourmente ».
Il se lie d’amitié avec certains danseurs du Ballet du XXe siècle, la troupe de Maurice Béjart, qu'il va photographier pendant trois ans. Ces images sont publiées en 2005 dans le livre Dance. En 1970, il assiste au festival de l’île de Wight.
Ses reportages « témoignent de l’état d’esprit libertaire et militant propre à sa génération et à son époque ». II expose ses images sous son prénom de « Bruno ».
En 1975, Jean-Claude Lemagny expose ses photographies à la Bibliothèque nationale aux côtés de Bernard Plossu, Bernard Descamps et Eddie Kuligowski, et l’année suivante, il obtient le premier prix du jury et le second prix de la critique aux Rencontres internationales de la photographie à Arles.
Il a été fortement influencé par Robert Frank, Lee Friedlander et Garry Winogrand.
Avec Bernard Plossu, Arnaud Claass, Magdi Senadgi et quelques autres, il est une figure majeure de ce que le critique Bernard Lamarche-Vadel a nommé « l'école française » des années 1970-80.
En 1978, une exposition au Musée national d'Art moderne et à la galerie Zabriskie à Paris lui rendent hommage.

« Mêlant les formes du reportage et de l'art conceptuel, Bruno Réquillart ne cesse d'interroger ce qui fonde l'identité, l'ontologie de l'image photographique. Cadrage du viseur, profondeur de champ de l'optique, granularité du négatif que le photographe va confronter à ses sujets, la mer, le voyage, Versailles ou la finitude de l'espace intime d'un appartement parisien. »

— Réunion de Musées nationaux
En 1981, Bruno Réquillart persuadé d’en « avoir terminé avec la photographie », s’arrête brusquement de photographier , et se consacre totalement à la peinture « pour essayer autre chose »,.
Robert Delpire présente une rétrospective de son travail au Centre national de la photographie en 1986 .
Bruno Réquillart a fait don à l’État d’une part importante de son œuvre, négatifs, diapositives et  tirages, en 1992. L’ensemble se compose de 72 000 négatifs, 2 000 diapositives couleur, 300 tirages d’exposition, 4 000 épreuves photographiques de travail ainsi que d’un fonds d’archives regroupant notamment la plupart des publications de Bruno Réquillart au cours de la première partie de son œuvre.
Depuis l’an 2000, après avoir « opéré un renouveau et un retour à la pratique », il photographie les paysages parisiens avec un appareil panoramique.
Il est cité dans de nombreuses publications consacrée à la photographie créative, et son travail, selon le critique Bernard Lamarche-Vadel, « a en tout cas pleinement participé au renouveau de l’école française de la photographie ».
En 2013, le Jeu de Paume organise une rétrospective de son œuvre au Château de Tour. Il vit entre Paris et Pavia au Portugal où il a installé son atelier de peintre.

## Publications
Dans les années 1970, les images de Bruno Réquillart sont publiées dans différentes revues comme Creative Camera, Zoom, Light Vision ou Contrejour.
- Versailles, André Rouillé, Véronique Gaudry, illustrations de Bruno Réquillart, éditions Marval, 1994  (ISBN 978-2-86234-158-3)
- Dance, avec Maurice Béjart, Pc éditions, 2005  (ISBN 2912683394)
- Poétique des formes, Bruno Réquillart, Marta Gili, Michaël Houlette, Matthieu Rivallin, éditions Filigrannes/Jeu de Paume, 2013  (ISBN 978-2-35046-285-1)

## Expositions
- 1969 : Auditorium Mail, Bruxelles.
- 1973 : Séquences et conséquences, Paris, musée d'Art moderne de la ville de Paris, Jean-Jacques Deutsch, commissaire.
- 1975 : Thomas Sennet, Bruno et Branko Lenart, Milan, galerie Il Diaframa.
- 1975 : Bruno, Plossu, Descamps et Kuligowski, Paris, Bibliothèque nationale, Jean-Claude Lemagny, commissaire, Bibliothèque Nationale, Paris[4].
- 1976 : Spectrum Gallery, Barcelone.
- 1976 : 13x15 Gallery, Saint-Louis, Missouri.
- 1976-1978 : Trois jeunes photographes : Bruno, Kalvar, Plossu, exposition itinérante (France, Tchécoslovaquie, Pologne, Espagne) produite par le musée national d'Art moderne, Centre Georges Pompidou, Paris, Pierre de Fenoyl, commissaire.
- 1978 : Ateliers Photographies III, Paris, Centre Georges Pompidou, musée national d'Art moderne, Pierre de Fenoyl et Alain Sayag, commissaires.
- 1978 : Paris, galerie Zabriskie .
- 1979 : Photographs of Versailles, New York, galerie Zabriskie.
- 1979 : Des photographes dans le paysage, Paris, galerie de France, Bernard Lamarche-Vadel, commissaire.
- 1985 : Sidération, exposition itinérante (Tours, Rome, Lausanne), Bernard Lamarche-Vadel, commissaire.
- 1986 : Bruno Réquillart 1972-1979, Paris, palais de Tokyo, centre national de la photographie.
- 1994 : Versailles, Paris, hôtel de Sully
- 1994 : Spectacles, de la scène à l’écran, Paris, hôtel de Sully.
- 2000 : Eugène Atget, le pionnier, Paris, hôtel de Sully.
- 2004 : Pavia-Paris, Paris, Fondation Calouste-Gulbenkian.
- 2006 : La Seine des photographes, Paris, La Conciergerie.
- 2007 : Paris sur Seine, Pittsburgh, Silver Eye - Center for Photography.
- 2013 : Poétique des formes, Jeu de Paume, Château de Tours, Michaël Houlette et Matthieu Rivallin, commissaires[1].
- 2014 : Poétique des formes, Les Essar(t)s, Bram[5].
- 2021 : Couper le son et arrêter le mouvement, une exposition de la Médiathèque de l'architecture et du patrimoine, avec des photographies de John Batho, Marcel Bovis, François Kollar, Jacques-Henri Lartigue, François Le Diascorn, Dolorès Marat, Émile Muller, Jean Pottier, Bruno Réquillart, Willy Ronis, Frères Séeberger, Le Quadrilatère, Centre d'art de Beauvais, dans le cadre des 18e Photaumnales

## Récompenses et distinctions
- 1976 : Premier prix du jury et second prix de la critique aux Rencontres internationales de la photographie à Arles[4].